# Церква Собору Івана Хрестителя (Нище)
Церква Собору Івана Хрестителя в Нищому — парафія і храм греко-католицької громади Зборівського деканату Тернопільсько-Зборівської архієпархії Української греко-католицької церкви в селі Нище Тернопільського району Тернопільської области. Пам'ятка архітектури місцевого значення.

## Історія церкви
Митрополит Андрей Шептицький заклав наріжний камінь під будівництво церкви, а згодом її освятив.
У 1944 році храм був зруйнований авіабомбами, але його відновили у 1960-х роках. До 1946 року парафія належала до Української греко-католицької церкви (УГКЦ). У радянський період вона перебувала у складі Російської православної церкви (РПЦ) і повернулася в лоно УГКЦ у 1990 році.
У 2008 році парафію відвідав владика Василій Семенюк, який здійснив візитацію, а також освятив престол та кивот.
Парафія володіє старим проборством. На її території розташовано шість фігур і хрестів, які були встановлені в різний час на кошти парафіян і мають місцеве значення.

## Парохи
- о. Йоан Пелехатий (поч. XX ст. — 1920-ті),
- о. Петро Свистун (1920-ті — 1930-ті),
- о. Павло Борсук (1983—1990—1995),
- о. Петро Литвинів (1995—1996),
- о. Петро Бугіль (1996—2006),
- о. Віталій Бухта (2006—2009),
- о. Андрій Плавуцький (з 2009).